# Scott Pye
Scott Pye (ur. 8 stycznia 1990 roku w Mount Gambier) – australijski kierowca wyścigowy.

## Kariera
Pye rozpoczął karierę w wyścigach samochodowych w roku 2007, od startów w Formule Ford Wiktoria oraz w Formule Ford Nowa Południowa Walia. W edycji Wiktoria nie zdobywał punktów, a w Nowej Południowej Walii dwukrotnie stawał na podium, w tym raz na jego najwyższym stopniu. Z dorobkiem 214 punktów uplasował się tam na ósmej pozycji w klasyfikacji generalnej. W późniejszych latach Australijczyk pojawiał się także w stawce Australijskiej Formuły Ford, Toyota Racing Series New Zealand, Festiwalu Formuły Ford, Formuły Ford Duratec Benelux, Brytyjskiej Formuły Ford, Brytyjskiej Formuły 3, V8 Supercars, Bathurst 12 Hour Race, Pirtek Enduro Cup oraz V8 Supercars GP Challenge.
W V8 Supercars Australijczyk startuje od 2012 roku. Wystartował wtedy w dwóch wyścigach długodystansowych (do każdego samochodu zgłaszani są w nich po dwaj kierowcy) i uzbierał łącznie 64 punkty co dało mu 56. pozycję w klasyfikacji generalnej. Rok później wystartował już w pełnym cyklu serii V8 Supercars i jego dorobek punktowy wyniósł 1049 punktów. Został sklasyfikowany na 27 miejscu.

## Starty w karierze
| Sezon     | Seria                                     | Zespół                        | Starty | PP | Zwyc. | Punkty | Pozycja |
| --------- | ----------------------------------------- | ----------------------------- | ------ | -- | ----- | ------ | ------- |
| 2007      | New South Wales Formula Ford Championship |                               | 18     | 0  | 1     | 214    | 8.      |
| 2008      | Australian Formula Ford Championship      | CAMS Rising Star              | 23     | 0  | 0     | 137    | 7.      |
| 2008/2009 | Toyota Racing Series New Zealand          | European Technique            | 18     | 5  | 3     | 895    | 3.      |
| 2009      | Australian Formula Ford Championship      | CAMS Rising Star              | 23     | 0  | 2     | 270    | 3.      |
| 2010      | Brytyjska Formuła Ford                    | Jamun Racing                  | 25     | 17 | 12    | 581    | 1.      |
| 2011      | Toyota Racing Series New Zealand          | ETEC Motorsport               | 12     | 0  | 1     | 628    | 4.      |
| 2011      | Brytyjska Formuła 3                       | Double R Racing               | 29     | 0  | 1     | 81     | 10.     |
| 2012      | V8 Supercar Development Series            | Triple Eight Race Engineering | 18     | 2  | 2     | 1688   | 2.      |
| 2012      | International V8 Supercars Championship   | Lucas Dumbrell Motorsport     | 2      | 0  | 0     | 64     | 78.     |
| 2013      | International V8 Supercars Championship   | Lucas Dumbrell Motorsport     | 32     | 0  | 0     | 1049   | 27.     |
| 2014      | International V8 Supercars Championship   | Dick Johnson Racing           | 38     | 0  | 0     | 1407   | 19.     |
| 2015      | International V8 Supercars Championship   | DJR Team Penske               | 33     | 0  | 0     | 1589   | 19.     |
| 2016      | International V8 Supercars Championship   | DJR Team Penske               | 29     | 1  | 0     | 1807   | 15.     |
| 2017      | Supercars Championship                    | Walkinshaw Racing             | 26     | 0  | 0     | 1804   | 12.     |
| 2018      | Supercars Championship                    | Walkinshaw Racing             | 31     | 0  | 1     | 2608   | 7.      |
| 2019      | Supercars Championship                    | Walkinshaw Andretti United    | 31     | 0  | 0     | 2193   | 12.     |
| 2020      | Supercars Championship                    | Charlie Schwerkolt Racing     | 27     | 0  | 0     | 1586   | 9.      |
| 2021      | Supercars Championship                    | Charlie Schwerkolt Racing     | 31     | 0  | 0     | 1489   | 15.     |
| 2022      | Supercars Championship                    | Charlie Schwerkolt Racing     | 32     | 0  | 0     | 1512   | 16.     |
| 2023      | Supercars Championship                    | Charlie Schwerkolt Racing     | 28     | 0  | 0     | 1524   | 18.     |